# 原神一
原 神一（はら しんいち）は日本の現代美術家、アートディレクター。

## 経歴
愛媛県出身。2007年、経済産業省より"ロボット大賞"最優秀賞受賞。
2017年、全国の大丸松坂屋で原神一展を開催。2018年、アート作品が郵便局プレミアム年賀状に起用される。

## 主な仕事
- 日本マイクロソフト×TOYOTA×ZMP×原神一 のコラボプロジェクトで、スマートフォンで運転できる未来の車（世界と結びつくクラウド・ロボカー）TOYOTAプリウスにペントしてアートオブジェカーを制作する（ ５万個のインターネット用コネクターを張りつける）(2012年)。
- 全国高島屋で原神一展を開催した際の作品が全国髙島屋のお中元、お歳暮のメインビジュアルになる（2015年）
- 1000年以上続く奈良の４つの大寺（西大寺、室生寺、金峯山寺、信貴山朝護孫子寺）に四隻の屏風を奉納する（2019~2021年）
- 世界平和願いの祭典(東京オリンピック・パラリンピック公認応援プログラム)のクリエイティブディレクター（2019~2021年）
- 最先端ロボット技術搭載、音楽ロボット”MIURO”が日本国総理御用達商品となり、外国の大統領級の方へのギフト商品となる。
- 人型二足走行ロボット”NUVO"デザイナー奥山清行（元フェラーリーチーフデザイナー）×原神一のコラボレーションを展開し、ニューヨークTV MS NBCに紹介される。
- 日本の文部科学省の依頼で、SGH(SUPER GLOBAL HIGH SCHOOL)のロゴマークを制作する。
- 35年間に渡りデザインしたCD、レコードの総売上枚数は約1億枚に達する。浜崎あゆみ、GLAY、KinKi Kids、嵐、大塚愛、安室奈美恵、平原綾香、板野友美、YOSHIKI(X JAPAN)、Every Little Thing、T.M.Revolution、The Yellow Monkey、aiko、深田恭子、矢沢永吉、忌野清志郎、氷室京介、葉加瀬太郎、など数多くのその時代を代表するような注目のミュージックグラフィックワークを生み出している。浅田真央（FIGURE SKATER）、浜崎あゆみ(SINGER)、ダルビッシュ有(MAJOR LEAGUER)などのシンボルマークを制作する[2]。